# 人的堕落

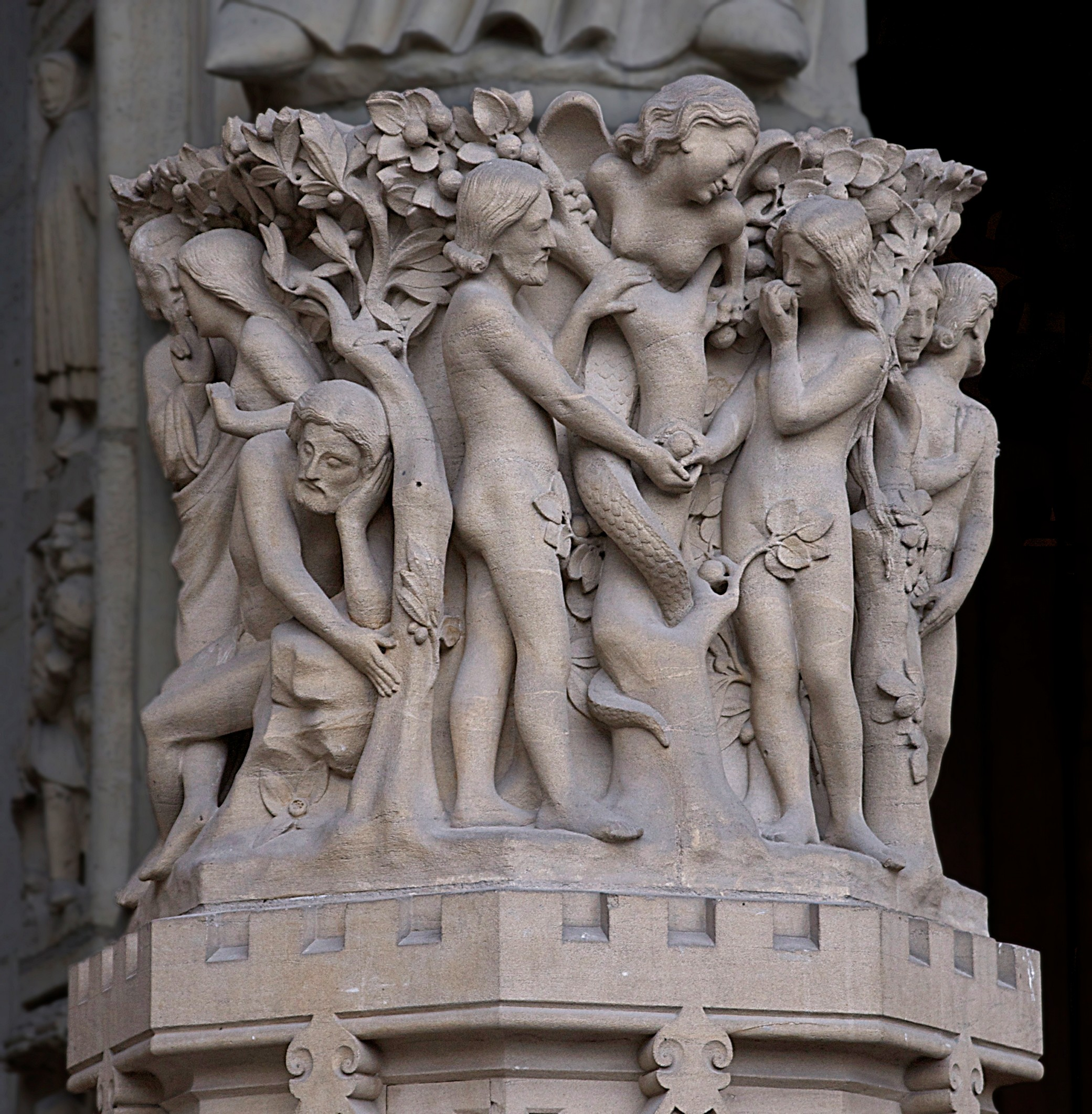
巴黎圣母院入口处亚当、夏娃和一只母蛇

人的堕落（英語：the fall of man / the fall）是基督教中用来形容第一个男人和女人从无罪、顺服上帝的状态转变为有罪、悖逆的状态的术语。尽管堕落的教义没有在《圣经》中提到，但该教义来自释经学对《创世记》第3章的解释。起初，亚当和夏娃在伊甸園与上帝同在，但蛇诱使他们吃了伊甸園里知善恶树的果实，这是上帝所禁止的。此后，他们为自己裸体感到羞耻，上帝将他们驱逐出伊甸园，以防他们再食用生命树的果实而获得永生。
在许多基督教派系中，堕落的学说与原罪的学说密切相关。他们认为，堕落将罪恶带入世界，破坏了包括人类本性在内的整个自然世界，使所有人都生于原罪之中，没有上帝的恩典，他们无法获得永生。东正教接受堕落的概念，但基于《以西结书》18:20经文的一部分：“儿子不担当父亲的罪孽”，拒绝原罪会世代传承的说法。加爾文主義的新教徒相信耶稣为选民献出了自己的生命，因此他们可以从罪恶中得救。犹太教没有“堕落”或“原罪”的概念，对伊甸园叙事的解释也不相同。对于一些加尔文主义者，上帝的律例相对于堕落的逻辑顺序是区分堕落前预定论和堕落后预定论的标准。
伊甸园和人类堕落的故事代表着亚伯拉罕各民族之间的传统，其表现或多或少地象征着某些道德和宗教真理。

## 基督教叙事
人类堕落的学说是从《创世记》第3章的基督教释经中推论出来的。据其叙述，上帝创造了第一个男人亞當和第一个女人夏娃。上帝将他们放在伊甸园中，并禁止他们吃善恶树上的果子。然而蛇引誘夏娃食禁果，她还与亚当分享了禁果，他们立刻为自己的裸体感到羞耻。随后，上帝将亚当和夏娃驱逐出了伊甸园，命令亚当努力劳作以获取他的生活所需，并加增夏娃怀胎的痛苦，还安设基路伯来保护入口，以使亚当和夏娃不会吃“生命之树”的果子。
次經《禧年书》给出了导致人类堕落的事件的时间框架，指出蛇在亚当被创造后的第八年的第二个月的第17天说服夏娃吃禁果（3:17）。它还指出，他们是在当年第4个月的新月被赶出伊甸园的（3:33）。

## 诠释

### 永生
对《创世记》2:17（“因为你吃它的日子必定死”）的解经已经运用日-年法则来解释亚当如何在一日之内死亡。《詩篇》90:4、《彼得後書》3:8和《禧年书》4:29-31解释说，对上帝来说，一日相当于一千年，因此亚当在同日之内死了。另一方面，希腊语七十士譯本将“日”译成希腊语中指“24小时”的词（ἡμέρα，hēméra）。

根据《创世记》的叙述，在人类前世时期，人类的寿命已接近一千年，例如亞當活了930岁。因此，“死”被解释为成为变得会死。但是，语法不支持这种解读，也不支持这种叙述：亚当和夏娃被逐出伊甸园，以免他们从第二棵树生命树上摘果子吃并获得永生。

### 原罪

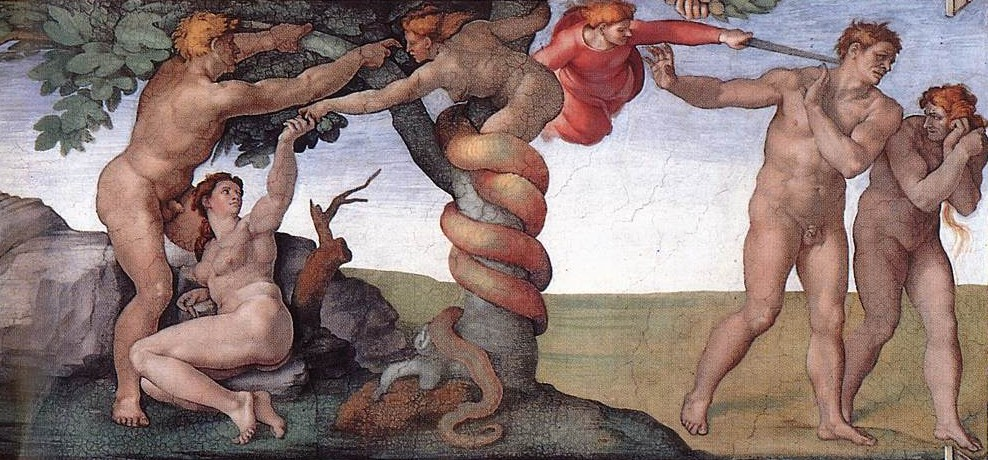
西斯廷小堂中描绘的人类堕落，米开朗基罗 作

《创世记》3的天主教释经声称，人的堕落是“原始事件，是在人的历史开始时发生的事”。传统上，据说亚当夏娃的堕落给人性带来了“四伤”。这些是圣比德等人——尤其是圣托马斯·阿奎那（STh I-II q. 85, a. 3）——列举的。它们是原罪（缺乏成圣的恩典和原始的公义）、自欺欺人（灵魂的激情不再完美地受灵魂的智慧支配）、身体的脆弱和死亡，以及智慧被蒙蔽和无知。它们否定或削弱了上帝给亚当和夏娃的原始恩赐或成圣的恩典、正直、永生和灌输的知识。亚当夏娃把最初的罪恶“传递”给了他们的所有后代，作为原罪，使人类“遭受了无知、痛苦和死亡的统治，并倾向于犯罪”。尽管人类在原罪的原始事件之后所继承的败坏状态被明确地称为有罪或罪恶，但它被理解为全人类在亚当身上团结而来的一种罪恶，而不是人类的个人责任。甚至孩子也要承担亚当罪恶的后果，而不是承担原罪的责任，因为罪恶始终是个人行为。洗礼被认为可以消除原罪，尽管其对人性的影响仍然存在，因此，天主教会甚至为未曾犯任何个人罪的婴儿洗礼。
东正教拒绝接受原罪世代相传的观点。其教义部分基于《以西结书》18:20，该段经文表明儿子不担当父亲的罪。教会教导说，除了良心和善行的倾向外，男人和女人天生就有因世界堕落状况而犯罪的倾向。它遵循忏悔者圣马克西穆斯（Maximus the Confessor）和其他人的观点，将人性的变化描述为一种“协商意志”（θέλημα γνωμικόν）的引入，它与上帝创造的向善的“自然意志”（θέλημα φυσικόν）相反。因此，根据圣保罗在写给罗马人的书信中所说，非基督徒仍然可以按照自己的良心行事。
正教认为，尽管每个人都承担着第一宗罪的后果（即死亡），但只有亚当和夏娃才犯有该罪。亚当的罪不仅被理解为是对上帝诫命的违背，而是人类价值观念的等级从上帝中心向人类中心的转变，这是由他在上帝以外的欲望客体所驱动的，在该情境下是“好作食物”的树的果实，以及某种“被渴望的东西”。

### 顺服
传统上，女人是人类堕落的主要罪魁祸首。关于顺服的考释是，上帝在这句话中预言了罪进入人类的自然后果：丈夫“必管辖你”。《提摩太前書》的话进一步加强了这种解释，其中作者解释了女人要顺服的原因：
女人要事事順服地安靜學習。我不許女人教導，也不許她管轄男人，只要安靜。因為亞當先被造，然後才是夏娃；亞當並沒有受騙，而是女人受騙，陷在過犯裏。——提摩太前書
因此，对《创世记》第3章和《提摩太前书》第2章中这些经文的一些解释得出了一种观点，即女人被视为夏娃的罪的承担者，且女人在堕落时的行为是她与男人之间普遍、永恒的从属关系的主要原因。:21
然而，理查德（Richard）和凯瑟琳·克拉克·科洛格（Catherine Clark Kroeger）辩称：“告诉女人，当她信靠基督时，她的个人的罪被宽恕了，但她必须继续因夏娃的罪受到惩罚，这是一个严重的神学矛盾。”他们坚称，引用夏娃以针对女性的武断评论“从圣经神学和呼吁基督徒交托的角度来看都是危险的解释”。他们认为，“如果使徒保罗因其在不信上的愚昧而被宽恕”，包括迫害和谋杀基督徒，“然后被赋予事奉，为什么同样的宽恕和事奉在女人身上就不行”（仅因为她们亿万年前的祖先的罪）？对此，科洛格夫妇得出以下结论：保罗指的是《创世记》3:15的允诺，即通过耶稣基督在十字架上击败撒但，女人的孩子（耶稣）会压碎蛇的头，但蛇只会伤她后裔的脚跟。:144

### 农业革命
人们堕落的象征层面通常被认为与命运决定后的经验积累相关。《创世记》第3章叙事的某些象征符号可能与农业革命的经验有关。与苏美尔、埃及和其他创世神话一样，《创世记》记述中的蛇可能代表季节的变化和更新。在中美洲的创世神话中，带羽毛的农业蛇神克察爾科亞特爾与学习和更新有关。夏娃在《创世记》中的主导作用可能是由于新石器时代妇女对摆脱采集者生活而转向种植农作物的兴趣。在早期的农业定居点中，妇女也不可避免地扮演组织者的角色，从而有效地领导了向农业社会的转变。尽管与现代社会相比，这些定居点可能是相对平等的，但《创世记》的叙述可以解释为对失去狩猎、采集生活的伤感，视之为“失乐园”。

## 类似传统
在諾斯底主義中，蛇因将知识带给亚当和夏娃，从而使他们摆脱了造物主的控制而被感谢。造物主放逐了亚当和夏娃，因为现在人类已经成为威胁。
在伊斯兰教中，阿丹（汉译《古兰经》中“亚当”的译法）和他的妻子被恶魔所误导，恶魔以长生和不朽园来诱惑他们，说：“你俩的主禁你们俩吃这棵树的果实，只为不愿你俩变成天神，或永生不灭。”。阿丹和哈娃（同“夏娃”）曾被警告不要被恶魔的计划欺骗，并已被真主命令避开恶魔提到的那棵树。尽管真主已经提醒他们，他们有足够的预备，“必不饥饿，必不裸露，必不口渴，必不感炎热”，他们最终还是屈服于恶魔的诱惑，食了书上的果实。犯了罪之后，“他俩的阴部就对他俩显露了，他俩就以园里的树叶遮蔽身体”，随后被从乐园降下到大地并“互相仇视”。但是，真主也向他们保证：“如果正道从我降临你们，那末，谁遵循我的正道，谁不会迷误，也不会倒霉。”
在伊斯兰教内部，阿拉维派认为他们曾经是在光明的世界中崇拜阿里·本·阿比·塔利卜的明亮的星星，但由于犯下了骄傲的罪孽，他们被驱逐出了先前的状态，并被迫移居物质世界。
在经典的琐罗亚斯德教中，人类是通过善意、言语和行为抵御腐朽和破坏的力量。若不积极地这样做，将给个人及其家庭带来痛苦。这也是波斯神话的重要文本《列王纪》中许多故事的寓意。

## 文学与艺术

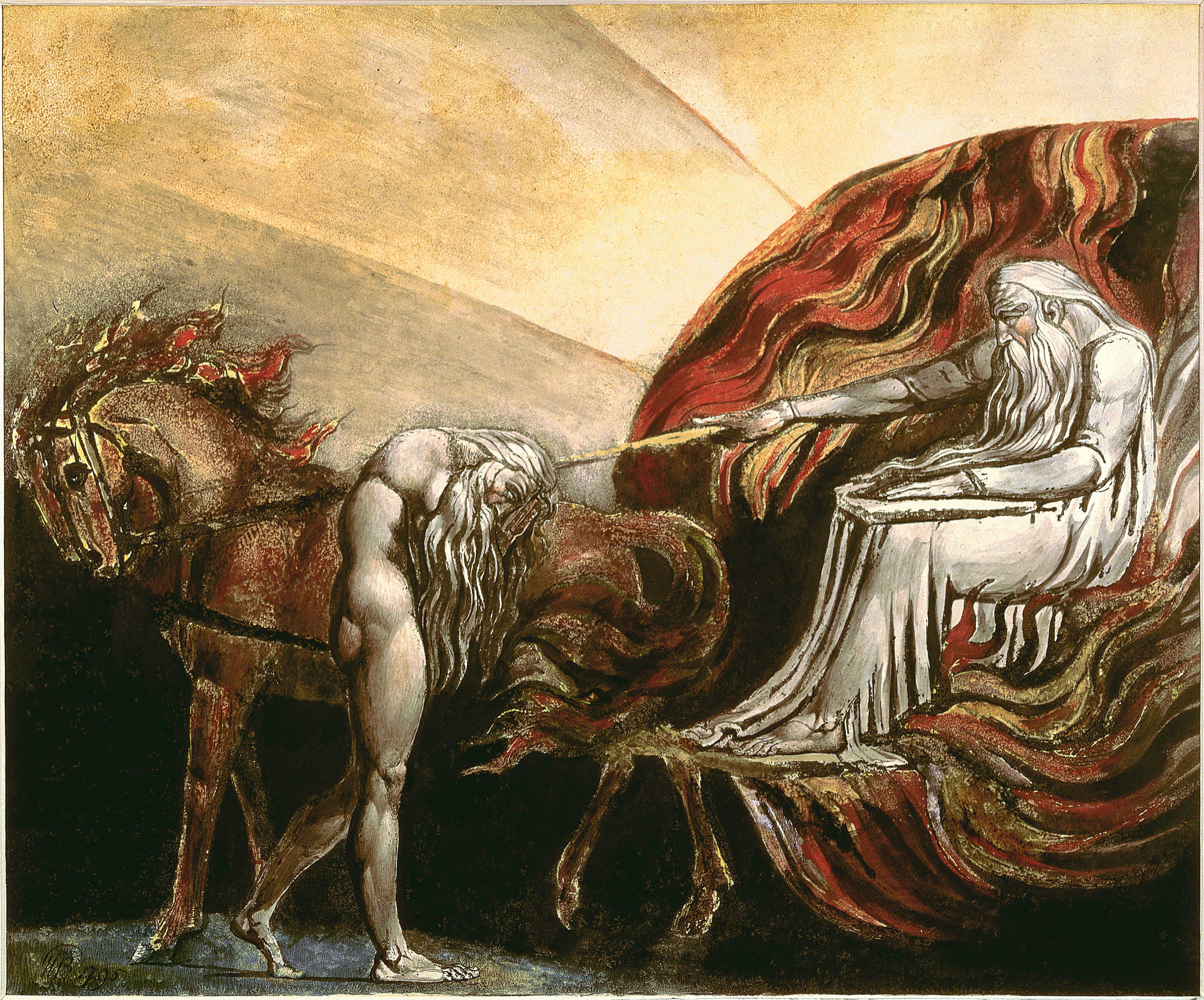
威廉·布莱克（William Blake）于1795年创作的《上帝审判亚当》的彩色印刷作品。该作品目前由泰特美術館收藏。在圣经故事中，上帝的审判是人类堕落的结果。

在威廉·莎士比亚的《亨利五世》（Henry V，1599年）中，国王将斯克罗普男爵（自幼的朋友）的叛变描述为“就像人的又一次堕落”，指的是叛国行为导致了他自己的信仰和纯真的丧失。
C·S·路易斯的小说《皮尔兰德拉星》（Perelandra，1943年）在一个新的伊甸园背景下探讨了堕落的主题，金星上新的伊甸园中住着绿色皮肤的亚当和夏娃，主人公剑桥学者兰塞姆博士被运送到那里，承担制止撒但并防止新的堕落的使命。
在阿尔贝·加缪的小说《堕落》（La Chute，1956年）中，堕落的主题是以战后阿姆斯特丹的一家称作“墨西哥城”（Mexico City）的酒吧为背景、第一人称视角来表达的。主角让-巴蒂斯特·克拉芒斯（Jean-Baptiste Clamence）向一位熟人诉说了他因拒绝营救从桥上跳下摔死的一名妇女所留下的困扰。该作探索了现代西方良心的困境以及洗礼和恩典的神圣主题。
J·R·R·托爾金在他对《芬罗德与安德瑞丝的辩论》（辛达林：Athrabeth Finrod ah Andreth，1993年去世后出版）的评论中提到“阿达奈尔的故事”，这是其在中洲神话中对人类堕落的重新想象。这个故事介绍了米尔寇（Melkor）通过诱使第一批人崇拜他而非一如·伊露维塔（Eru Ilúvatar），从而导致人类丧失了“伊甸园”状态。该故事是《魔苟斯之戒》的一部分。
丹尼尔·奎因（Daniel Quinn）的 《以实玛利》（Ishmael，1992）和《B的故事》（The Story of B，1996）小说都提出，人类堕落的故事首先是由另一种文化思考的，它观察了当今占统治地位的极权主义农业文化的发展。
在菲力普·普曼（ Philip Pullman）的《黑暗元素三部曲》系列（1995、1997、2000）中，堕落的出现是积极的，因为这是人类实现自我意识、知识和自由的时刻。普曼认为，以无知为代价的天真、无罪是没有价值的。
小说《蝇王》探讨了人类的堕落。故事情节描绘了纯真的年轻孩子们被困在荒岛上时变成野蛮人。《蝇王》最初题为《内心的陌生人》（Strangers from Within），也显示了他对人性的看法。
该主题在欧洲历史艺术中也经常出现。文艺复兴时期的荷兰雕刻师兼画家卢卡斯·范·莱顿创作了亚当和夏娃的几个不同木刻作品（其中两个是他的《女性的力量》系列的一部分）。

### 延伸阅读
- Thompson, William Irwin, The Time Falling Bodies Take to Light: Mythology, Sexuality and the Origins of Culture, 1981, 2001 ISBN 0-312-80512-8.